# Alexander Robertus Todd
Sir Alexander Robertus Todd, Baró de Todd OM, FRS (Glasgow, Regne Unit 1907 - Cambridge, Regne Unit 1997) fou un químic escocès guardonat amb el Premi Nobel de Química l'any 1957.

## Biografia
Va néixer el 2 d'octubre de 1907 a la ciutat de Glasgow. Va iniciar els seus estudis a l'Allen Glenns School i es va llicenciar en química a la Universitat de Glasgow l'any 1928. Posteriorment va ampliar els seus estudis a la Universitat de Frankfurt, on es doctorà el 1931.
El 1933 realitzà un nou doctorat a la Universitat d'Oxford, i el 1938 fou nomenat professor de química a la Universitat de Manchester, càrrec que desenvolupà fins al 1944 quan acceptà el seu nomenament com a professor de química orgànica a la Universitat de Cambridge, on tingué sota la seva tutela el bioquímic canari Antonio González González.
Entre 1952 i 1964 fou membre consultiu del Govern Britànic, l'any 1954 fou nomenat Cavaller per la reina Elisabet II del Regne Unit i el 1962 li fou concedit el títol honorífic de baró. Membre de la Royal Society de Londres en fou el seu president entre els anys 1975 i 1980. Todd va morir el 10 de gener de 1997 a la seva residència de Cambridge.

## Recerca científica
Entre 1935 i 1936 fou membre de l'equip investigador de la Universitat d'Edimburg on va realitzar investigacions sobre la vitamina B1 o aneurina, de la qual va elaborar diversos procediments d'obtenció per síntesi, un dels quals s'utitlitza per a preparar-la industrialment. Durant la seva estada a l'Institut Lister de Londres entre 1936 i 1938 va prosseguir els seus treballs de síntesi de la tiamina i d'altres substàncies relacionades.
A partir de 1955 va iniciar les seves investigacions sobre els nucleòtids (els compostos que formen les unitats estructurals dels àcids nucleics ADN i ARN), coenzims i composts de fòsfor, així mateix va efectuar altres estudis que han permès esclarir la complicada estructura de la vitamina B₁₂ i vitamina E, l'antocianina (pigment vegetal causants de les coloracions vermelles, morades i blaves de les flors). Va estudiar també els alcaloides trobats a l'haixix i al cànnabis.
El 1957 fou guardonat amb el Premi Nobel de Química pel seu treball sobre nucleòtids i coenzims